# Мађарска на Светском првенству у атлетици у дворани 2014.
Мађарска је на Светском првенству у атлетици у дворани 2014. одржаном у Сопоту од 7. до 9. марта учествовала петнаести пут, односно учествовала је на свим првенствима до данас. Репрезентацију Мађарске представљало је двоје такмичара (1 мушкарац и 1 жена) који су се такмичили у две дисциплине.,
На овом првенству Мађарска није освојила ниједну медаљу. Остварен је један апсолутни лични рекорд и два најбоља лична резултата сезоне. У табели успешности (према броју и пласману такмичара који су учествовали у финалним такмичењима (првих 8 такмичара) Мађарска је са 1 учесником у финалу делила 40. место са освојена 3 бода.
| Плас. | Земља    | 1. место | 2. место | 3. место | 4. место | 5. место | 6. место | 7. место | 8. место | Бр. финал. | Бод. |
| ----- | -------- | -------- | -------- | -------- | -------- | -------- | -------- | -------- | -------- | ---------- | ---- |
| =40.  | Мађарска | 0        | 0        | 0        | 0        | 0        | 1        | 0        | 0        | 1          | 3    |

## Учесници
| Мушкарци: - Балаш Баји — 60 м препоне | Жене: - Анита Мартон — Бацање кугле |  |

## Резултати

### Мушкарци
| Атлетичар  | Дисциплина   | Лични рекорд | Квалификација | Квалификација | Полуфинале | Полуфинале | Финале               | Финале      | Детаљи |
| Атлетичар  | Дисциплина   | Лични рекорд | Резултат      | Место         | Резултат   | Место      | Резултат             | Место       | Детаљи |
| ---------- | ------------ | ------------ | ------------- | ------------- | ---------- | ---------- | -------------------- | ----------- | ------ |
| Балаш Баји | 60 м препоне | 7,56 НР      | 7,63 КВ, ЛРС  | 3. у гр. 4    | 7,63 ЛРС   | 6. у гр. 1 | Није се квалификовао | 15 / 29(31) |        |

### Жене
| Атлетичарка  | Дисциплина   | Лични рекорд | Квалификација | Квалификација | Финале   | Финале | Детаљи |
| Атлетичарка  | Дисциплина   | Лични рекорд | Резултат      | Место         | Резултат | Место  | Детаљи |
| ------------ | ------------ | ------------ | ------------- | ------------- | -------- | ------ | ------ |
| Анита Мартон | Бацање кугле | 18,11        | 18,63 кв, аЛР | 5             | 18,17    | 6 / 19 |        |